# パルエ山
パルエ山（パルエさん、Paluweh）はロカテンダ山（ロカテンダさん、Rokatenda）とも呼ばれ、インドネシア東ヌサ・トゥンガラ州シッカ県のフローレス島の北方にあるパルエ島の小さな島を形成する成層火山である。火山は海底約3,000 mから上昇しているが、その円錐状の山は海抜875 mで島の最高地点である。
広大な山頂の一帯は、いくつかの溶岩ドームとともに900 mの幅に噴火口が重複している。側面にあるいくつかの通気孔が北西の方角に向いた割れ目に発生している。

## 噴火の歴史
過去最大の噴火は1928年8月4日から9月25日の期間に起こった。その時に津波と地震とを引き起こした。パルエ島の人口はその時266人だった。
2005年1月16日に噴火の兆候があり警報が発せられた。最近になって2012年後半に山の火山活動は非常に活発になった。2012年11月には火山灰を噴出し、それは2013年まで継続、山の周辺の住民はフローレス島の中心都市のマウメレまで避難または移動した。

### 2013年の噴火
2013年8月10日、山は約7分間噴火し大気中に灰と煙を約2 kmの高さに噴出した。最初のレポートは6人の死者がいるということだった。犠牲者は大人3名と子供2名が含まれており、残りの1名の年齢は不明である。成人の遺体はロキロレ村（Rokirole village）のポンジュ・ビーチ（Ponge beach）から回収されたが、残りの子供の遺体はまだ見つかっていない。島の住民の多くは避難命令が発せられた後も島から出ることを拒んだ。住民は火山活動に慣れてしまっていた。